# The Accountant
The Accountant (conocida como El contable en España y El contador en Hispanoamérica) es una película de thriller y acción estadounidense de 2016, dirigida por Gavin O'Connor y escrita por Bill Dubuque. La historia sigue a Christian Wolff, un contador público certificado con autismo de alto funcionamiento que se gana la vida descifrando los libros de organizaciones criminales y terroristas de todo el mundo que están experimentando malversación interna.
La película está protagonizada por Ben Affleck, Anna Kendrick, J.K. Simmons, Jon Bernthal y Cynthia Addai-Robinson. La cinta se estrenó por Warner Bros. Pictures el 14 de octubre de 2016.

## Argumento
Christian Wolff (Ben Affleck) es un joven diagnosticado con autismo. Su madre quiere enviarlo a Harbor Neuroscience, un centro de tratamiento, pero su padre no está de acuerdo con esto. Incapaz de manejar las necesidades de Christian, su madre abandona a su familia. Su padre comienza a entrenarlo a él y a su hermano Braxton (Jon Bernthal) en varias artes marciales y, al mismo tiempo, anima a Christian a aclimatarse a los estímulos que lo desencadenan en lugar de evitarlos.
En el presente, Christian (Ben Affleck) opera una pequeña oficina de contabilidad en Plainfield, Illinois, que sirve como fachada para su empresa de lavado de dinero. Sus clientes criminales lo contactan a través de una mujer no identificada, que también organiza su negocio. Chris es contratado para auditar la empresa Living Robotics después de que el director ejecutivo de la empresa, Lamar Blackburn (John Lithgow), y su hermana Rita (Jean Smart) se enteran de irregularidades contables. Asignan a la contadora interna Dana Cummings (Anna Kendrick) para ayudar a Wolff a descubrir el problema.
Mientras tanto, el director del Tesoro, Raymond King (J. K. Simmons), se reúne con una analista de datos llamada Marybeth Medina (Cynthia Addai-Robinson), que tiene antecedentes penales cuando era menor de edad, pero no los reveló en su solicitud de empleo. King advierte a Medina que se enfrenta a prisión si decide revelar la información, y le asigna la tarea de encontrar la verdadera identidad de Wolff antes de que King se jubile en unos meses. Ella usa esta información provista por King junto con los registros de impuestos para ubicar la oficina de Wolff.
Wolff revisa más de una década de los registros financieros de la empresa en una noche y descubre que se han malversado 61 millones de dólares. Le informa a Rita del total pero admite que no sabe quién es el ladrón. Esa noche, un asesino a sueldo obliga al director financiero de Living Robotics, Ed Chilton (Andy Umberger), a sufrir una sobredosis de insulina. Al día siguiente, Lamar le paga a Wolff el resto del dinero de su contrato para la auditoría y le dice que se marche del lugar.
Los sicarios intentan matar a Wolff, pero él los somete fácilmente; uno de ellos le revela que Dana es el próximo objetivo. Llega al apartamento de Dana a tiempo para evitar que más sicarios la maten. Él la lleva a su unidad de almacenamiento, que contiene un remolque Airstream lleno de obras de arte y objetos de valor que ha aceptado como pago. Luego esconde a Dana en un hotel caro y se enfrenta a Rita, pero la encuentra asesinada, lo que le hace sospechar que Lamar es el ladrón.
King, Medina y un grupo de agentes registran la casa de Wolff. Después de que todos los demás se van, King le dice a Medina lo que sabe de Wolff y revela que comenzó a recibir consejos de Wolff. Le pide a Medina que se haga cargo cuando se retire y que siga aceptando la información de Wolff, pero ella se niega, incapaz de justificar el recibir consejos de un asesino como Wolff. Suena el teléfono en la casa vacía y cuando contesta la llamada, la socia de Wolff le da un consejo sobre Living Robotics.
Wolff va a la mansión de Lamar, donde espera un equipo de sicarios. Lucha para entrar, pero se sorprende al descubrir que su hermano Braxton (Jon Bernthal) es el que protege a Lamar. Los hermanos pelean y luego se reconcilian, y luego aparece Lamar y trata de justificar sus acciones criminales. Christian mata a Lamar y hace arreglos para encontrarse con Braxton una semana antes de irse.
Otro grupo de padres visita Harbor Neuroscience y conocen a Justine (Alison Wright), la hija del director de la clínica, quien se revela como la antigua compañera de Wolff. Medina acepta su nuevo papel como contacto de Wolff y habla en una conferencia de prensa sobre la investigación del Tesoro sobre Living Robotics. Dana recibe una copia enmarcada de Perros jugando al póquer de Cassius Marcellus Coolidge, pero descubre una pintura original de Jackson Pollock escondida debajo de ella. En la escena final, se muestra a Wolff conduciendo hacia una nueva ciudad con su Airstream a cuestas.

## Reparto
- Ben Affleck como Christian Wolff.
- Anna Kendrick como Dana Cummings.
- J.K. Simmons como Raymond King.
- Jon Bernthal como Braxton "Brax" Wolff.
- Jeffrey Tambor como Francis Silverberg.
- John Lithgow como Lamar Blackburn.
- Cynthia Addai-Robinson como Marybeth Medina.
- Nuria Hernández  como La chica de la Góndola.

## Producción
El 12 de noviembre de 2014, Variety informó de que Anna Kendrick se encontraba en las primeras conversaciones para coprotagonizar junto con Affleck. El mismo día J. K. Simmons también estaba en conversaciones para unirse al elenco de la película. El 14 de noviembre, Jon Bernthal estaba en conversaciones para unirse al elenco de la película. El 6 de enero, Variety informó que la actriz Cynthia Addai-Robinson esta en el elenco. El 14 de enero de 2015, Jeffrey Tambor fue incluido en el elenco de la película. El mismo día John Lithgow también se unió el elenco de la película.

### Rodaje
El rodaje comenzó el 19 de enero de 2015, en Atlanta, Georgia. Entre el 16 y el 20 de marzo la filmación fue tomada en el Instituto de Tecnología de Georgia, donde fueron vistos Affleck y Kendrick durante el rodaje de la película.

## Estreno
En mayo de 2015, Warner Bros. establece la película para su estreno el 21 de octubre de 2016.